# Fernando Fiorillo
Fernando Fiorillo De la Rosa (né le 23 novembre 1956 à Soledad en Colombie) est un joueur de football international colombien, qui évoluait au poste de milieu de terrain.

## Biographie

### Carrière en sélection
Avec l'équipe de Colombie, il dispute 2 matchs (pour un but inscrit) en 1983. Il figure notamment dans le groupe des sélectionnés lors de la Copa América de 1983.
Il participe aux JO de 1980 à Moscou. Il dispute deux matchs lors du tournoi olympique : contre la Tchécoslovaquie et le Koweït.